# Chasing Cars
Chasing Cars è un singolo del gruppo musicale scozzese Snow Patrol, pubblicato nel 2006 ed estratto dall'album Eyes Open.
Il brano è stato scritto da Gary Lightbody, Nathan Connolly, Tom Simpson, Paul Wilson e Jonny Quinn.

## Tracce
- CD (UK)

1. Chasing Cars (album version) – 4:27
2. It Doesn't Matter Where, Just Drive – 3:37

- 7" (UK)

1. Chasing Cars (album version) – 4:27
2. Play Me Like Your Own Hand – 4:15

- CD (Europa)

1. Chasing Cars (album version) – 4:27
2. Play Me Like Your Own Hand – 4:15
3. It Doesn't Matter Where, Just Drive – 3:37

## Formazione
- Gary Lightbody – voce
- Nathan Connolly – chitarra, cori
- Tom Simpson – tastiera
- Paul Wilson – basso
- Jonny Quinn – batteria

## In altri media
- Il brano si può ascoltare nell'episodio finale della seconda stagione di Grey's Anatomy, andato in onda nel maggio 2006 e nell'episodio finale della terza stagione di One Tree Hill, andato in onda sempre nel maggio 2006.

## Riconoscimenti
Il brano è stato candidato ai Grammy Awards 2007 nella categoria "miglior canzone rock" ed ai BRIT Awards 2007 nella categoria "miglior singolo britannico".